# からかさ小僧

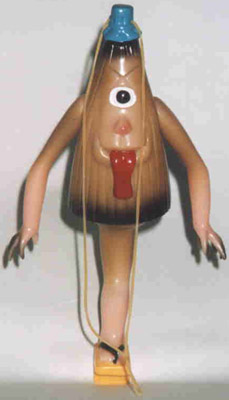
映画『妖怪百物語』のからかさ小僧の人形

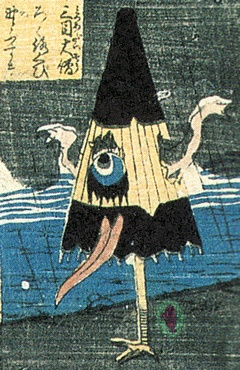
歌川芳員『百種怪談妖物双六』に描かれている傘の妖怪「一本足」

からかさ小僧（からかさこぞう、唐傘小僧）は日本の妖怪の一種で、傘（からかさ）の妖怪。から傘おばけ、傘おばけ、傘化け（かさばけ）、一本足（いっぽんあし）、からかさ一本足（からかさいっぽんあし）、おばけかさ などとも呼ばれる。
江戸時代以後に作られた草双紙やおもちゃ絵、かるた（『お化けかるた』など）歌舞伎に姿が見られるほか、明治・大正時代以後も玩具や子供向けの妖怪関連の書籍、お化け屋敷の演出、映画などに見られる。

## 概要

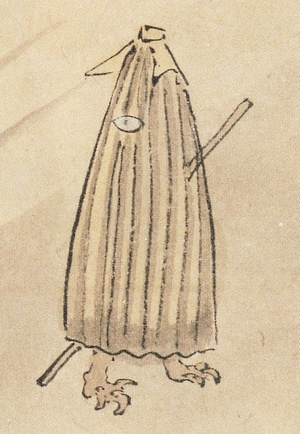
狩野宴信『百鬼夜行図巻』より、2本足の傘の妖怪

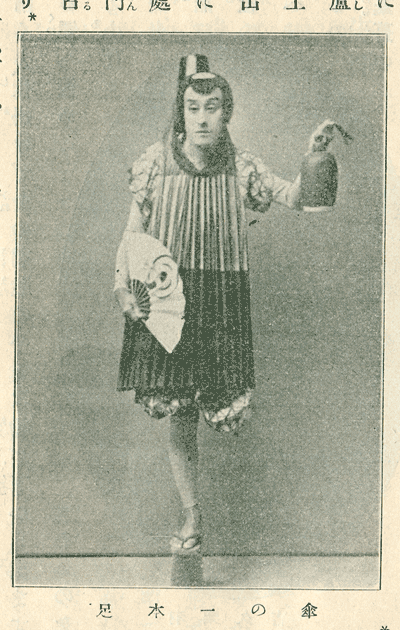
尾上菊五郎 (5代目)による「傘の一本足」

一つ目の付いた傘が一本足で飛び跳ねる姿が一般的に描写される。傘から2本の腕が伸びていることや、目が2つのこともあり、長い舌を伸ばしていることもある。2本足で描かれている例もある（狩野宴信『百鬼夜行図巻』 など）。
古いものは室町時代の絵巻物『百鬼夜行絵巻』にも見られるが、同絵巻での傘の妖怪は、たたんだ傘を頭部に頂いた人型の妖怪である（百鬼夜行絵巻の項目の画像を参照）。
一つ目・一本足という妖怪の姿は江戸時代以降の絵画に見られ、江戸時代から大正時代にかけてのお化けかるたの絵札にも、一本足の姿が多く見られる。歌舞伎舞踊では一本足の姿に役者が扮装して踊ることが行われ（顔は普通に傘の中から出している）、江戸時代後期には変化舞踊『松朝扇うつし絵』（1857年9月 中村座）に一本足、明治時代にも『闇梅百物語』（河竹新七、1900年）に傘一本足という役名で登場している。安政年間に出版された絵双六『百種怪談妖物双六』（歌川芳員、1858年）にも「鷺淵の一本足」（さぎふちのいっぽんあし）の名で一つ目・一本足の姿が描かれている。
明治から昭和にかけては、印刷物によって享受されたり、お化け屋敷の出し物として使われたり、漫画やアニメ、妖怪を題材とした映画などのキャラクターとしても多用された。室町時代以後、『百鬼夜行絵巻』に数多くの無生物・器物の妖怪が登場している中、著名な妖怪として伝えられているのは傘の妖怪のみと見られており、器物の妖怪の中で最も知られたものであるともいえる。

## 口頭伝承

境港市水木しげるロードに設置された「傘化け」のブロンズ像

大変有名な妖怪である反面、地域などに即した具体的な伝承はほとんど残されていないとも言われており、妖怪関連の書籍によっては「絵画上でのみ存在する妖怪」として分類されたり、伝承を伴わない創作話のみに登場する妖怪とする説もある。また、この妖怪も書籍によっては付喪神（つくもがみ、歳月を経た器物が化けた妖怪）であり、その一例としているものもあるが、それを証明する古典などの文献は確認されていない。
確認されている伝承には、以下のものなどがある。
新潟県笹神村（現・阿賀野市）の伝承では、三十刈という場所にカラカサバケモン（唐傘化け物）という妖怪が出たと伝わっている。
1762年（宝暦12年）の浮世草子奇談集『咡千里新語（ささやきせんりしんご）』収録の「三之巻 第一 茶碗児（ちゃわんちご）の化物」に、奈良県の興福寺の伝承とされる7種類の妖怪の一つとして「南部興福寺にいろいろの化物あり 東花坊（とうかぼう）のからかさ」と記述があることで、興福寺にからかさ小僧の伝承が存在していた可能性も示唆されているが、その詳細は不明である。